# Wilhelm Riedner
Wilhelm Riedner (* 4. November 1877 in Kitzingen; † 1954 in München) war ein deutscher Bibliothekar und Historiker.

## Leben
Nach dem Abitur am Realgymnasium in Nürnberg studierte Wilhelm Riedner an der Universität München neuere Philologie, Geschichte und Politik. Im Jahr 1900 wurde er Mitglied des Corps Palatia München. Nach Abschluss des Studiums mit der Promotion zum Dr. phil. an der Universität München im Jahr 1905 schlug er die Bibliothekarslaufbahn ein und wurde Bibliotheksdirektor der Technischen Hochschule München. Im Ersten Weltkrieg war er in Brüssel bei der Politischen Abteilung des Generalgouverneurs tätig. Riedner verfasste zahlreiche buchgeschichtliche und historische Publikationen.

## Auszeichnungen
- Für seine Preisschrift Wie kann der Frieden und das Gedeihen für Deutschland und Europa durch internationale Zusammenarbeit gesichert werden? erhielt er 1924 den Deutschen Friedenspreis.
- Das Corps Palatia München ernannte ihn zum Ehrenmitglied.[1]

## Schriften
- Spensers Belesenheit, 1906
- Peter Schöffers Anzeige des Decretum Gratiani und der Dekretalen Gregors IX. von 1472, 1908
- Leipziger Buch- und Vorlesungsanzeigen, 1911
- Abschied von Landshut – Landshuter Studentenstück aus der Zeit des Rektorates Röschlaub im Jahre 1822, 1913
- Geschichte des Korps Palatia, Landshut-München, 1813-1913, 1913
- Die Hundertjahrfeier des Korps Palatia München vom 20. bis 24. Juni 1913, 1913
- Die neueste Entwicklung der Wallonischen Bewegung, 1917
- Wirtschaftliche „Friedens“-Vorbereitungen der Belgischen Regierung, 1917
- Die Internationalisierung der Flämischen Frage, 1918
- Technische Hochschule München, 1941